# Crossover (cabo)
Um cabo crossover, também conhecido como cabo cruzado, é um cabo de rede par trançado que permite a ligação de 2 (dois) computadores pelas respectivas placas de rede sem a necessidade de um concentrador (Hub ou Switch) ou a ligação de modems. A ligação é feita com um cabo de par trançado onde tem-se: em uma ponta o padrão T568A, e, em outra, o padrão T568B (utilizado também com modems ADSL).  Ele é usado em um conector RJ-45.

## Ligação dos fios
| Pino | Par 568A | Par 568B | Fio  | Cor 568A       | Cor 568B       |
| ---- | -------- | -------- | ---- | -------------- | -------------- |
|      |          |          |      |                |                |
| 1    | 3        | 2        | tip  | branco/verde   | branco/laranja |
| 2    | 3        | 2        | ring | verde          | laranja        |
| 3    | 2        | 3        | tip  | branco/laranja | branco/verde   |
| 4    | 1        | 1        | ring | azul           | azul           |
| 5    | 1        | 1        | tip  | branco/azul    | branco/azul    |
| 6    | 2        | 3        | ring | laranja        | verde          |
| 7    | 4        | 4        | tip  | branco/marrom  | branco/marrom  |
| 8    | 4        | 4        | ring | marrom         | marrom         |